# Andrea Di Robilant (Drehbuchautor)
Andrea Di Robilant (* 23. Januar 1899 in Venedig; † 10. August 1977 in Rom) war ein italienischer Drehbuchautor und Filmproduzent.

## Leben
Di Robilant stammte aus einer Adelsfamilie und trug den Titel eines Grafen. Von 1940 bis 1942 wandte er sich dem Schreiben einiger Treatments und Drehbücher zu; auch als gelegentlicher Produzent trat er in Erscheinung, so war er 1950 an der Produktion von Es ist Frühling beteiligt. 1943 inszenierte er einen einzigen Film, Canal Grande, den er mit Cesco Baseggio realisierte und der auf Grund einiger Farbsequenzen bekannt wurde. Danach verließ Di Robilant wieder die Welt des Films, um zwischen 1949 und 1952 als Produzent zurückzukehren.